# Вахтанг VI
Вахтанг VI (груз. ვახტანგ VI) (15 сентября 1675 — 26 марта 1737, Астрахань) — царь Картли (1711—1714, 1716—1723), писатель и законодатель, занимает выдающееся место среди культурных деятелей Грузии.

## Биография
Сын царя Левана (ок. 1660—1709), брата картлинского царя Георгия XI, Вахтанг VI, ещё 15-летним юношей был заложником в Персии, затем участвовал в восстании против Ираклия I и на 28 году жизни был назначен правителем Картли на время отсутствия её царя Георгия XI. Правление Вахтанга продолжалось 8 лет (1703—1711), но в это время он много сделал для культурного подъёма страны. Он основал в Тбилиси первую типографию, в которой были отпечатаны богослужебные и светские книги. Знаток восточных языков, Вахтанг перевел с персидского «Калилу и Димну» (при участии С. С. Орбелиани), «Амир-Насариан» или «Завещание Шам-Кира сыну своему», «Познание творений», сочинения астрологического содержания («Звездочёт», «Тала-Масала», «Рамли»), наконец, «Тимсариани» — повесть о семи мудрецах. Писал стихи и переложил в стихотворные формы «Ответы Сократа», переведённые на грузинский язык Эр. Туркестанашвили.
По инициативе Вахтанга VI переписаны в один свод грузинские летописные сведения и сведены в один кодекс действовавшие издревле законы и обычаи. Так составились Картлис Цховреба Дастулама и Судебник царя Вахтанга.
В 1695 году царевич Вахтанг в возрасте 20 лет женится на 15 летней дочери черкесского князя Джиляхстана Татарханова, которая при крещении получает имя Русудан (1680—1740).

### Первое правление
В 1703-1711 годах царевич Вахтанг был назначен наместником в Картли. В 1711 году после гибели в сражении с афганцами своего старшего брата Кайхосро, царя Картли, царевич Вахтанг по совету своих приближенных отправился к шахскому двору в Исфахан. Шах прислал в Картли мехмандара, который должен был сопровождать Вахтанга.
В апреле 1712 года царь Вахтанг, назначив правителем Картли своего брата Симона и отправив свою жену и сыновей в Гори, выехал из Тбилиси в Персию. По прибытии в Исфахан Вахтанг был с большими почестями принят шахом Солтан Хусейном, который полюбил его за доблесть. Шах предложил Вахтангу принять ислам, но тот отказался. Вахтанг предложил шаху отправить одного из его братьев на царство в Картли, а сам хотел остаться заложником при шахском дворе. Персидский шах собрался отпустить Вахтанга в Картли, но его вельможи выступили против этого. В Исфахан прибыл донос о том, что при правлении Вахтанга в Картли сжигался Коран и творились насилия над мусульманами. Шах прислал в Тбилиси своего вельможу Холофу, чтобы расследовать донос на Вахтанга. Однако на самом деле шах приказал Холофе самому занять Картли, а царевича Симона выслать в Исфахан. Царевич Симон и картлийские князья (мтавары) легко договорились с иранским вельможей против Вахтанга. Мтавары написали шаху, прося его прислать на царство в Картли не Вахтанга, а его брата Иессе.
В 1714 году иранский шах отправил на царство в Картли царевича Иессе, а царя Вахтанга оставил в качестве заложника при своем дворе. Иессе обещал шаху прислать жену и сыновей Вахтанга в Исфахан, а также пятьсот картлийских семейств для поселения в Фарабаде. В том же 1714 году царевич Иессе (Аликули-хан) прибыл в Картли, где в Тбилиси был провозглашен новым царем Картли. Царица и сыновья Вахтанга удалились в Рача. По требованию Иессе иранский шах отправил Вахтанга в заключение в отдаленную провинцию Керман. Иессе помогал кахетинскому царю Давиду в отражении вторжений дагестанцев. Горцы Дагестана вторглись в Кахетию и разорили Хунан. Иессе отправил к ним на помощь спаспета Луарсаба с войском в Сабаратиано, но он потерпел поражение. Тогда Иессе отправил Автандила Амилахора с войском в Сагареджо, но и он не добился успеха.

### Второе правление
Иранский шах Солтан Хусейн, недовольный правлением Иессе, в 1716 году назначил новым царем Картли его брата Вахтанга. Вахтанг был вызван из Кермана в Исфахан, где шах назначил его царем Картли и спасаларом Ирана. Вахтанг был отправлен шахом в Тебриз, чтобы оттуда он отправил войска в Хорасан. Правителем в Картли был назначен царевич Бакар III, сын Вахтанга. Иранский шах отправил в Картли приставов, которые должны были арестовать царя Иессе и выдать его царевичу Бакару III. Сам Бакар прибыл из Имеретии в Мцхету. Картлийский царь Иессе из-за морового поветрия удалился из Тбилиси в Кахетию. Царевич Бакар отправил шахского пристава за царём Иессе в Кахетию, но кахетинский царь Давид (Имамкули) отказался выдавать Иессе. Бакар сообщил о случившемся своему отцу Вахтангу, а царь доложил шаху. Разгневанный шах отправил в Кахетию своего мурдара, который арестовал Иессе и передал его Бакару III. Иессе был заключен в тбилисском дворце. По приказу Вахтанга царевич Бакар арестовал спаспета Луарсаба, который был освобожден благодаря заступничеству царицы Русудан. Был схвачен и ослеплен Ираклий Мухранбатони, а Мухрани передан Левану, сыну Папуны. Были схвачены и изгнаны из Картли некоторые противники Вахтанга. В 1717 году по просьбе Вахтанга иранский шах назначил его сына Бакара III царем в Картли. Вскоре в Картли вторглось 8-тысячное войско горцев, которые стали грабить и убивать местное население. Царь Бакар III отправил против горцев своего дядю Симона с небольшим отрядом, который наголову разгромлен. Бакар III лишил ксанского эристава Датуну звания сахлтухуцеса и отдал эту должность Эдишеру, сыну Кайхосро Лопина. Тогда Датуна отказался признавать власть царя Бакара III. Бакар отправил против мятежника своего брата Вахушти, который захватил все владения ксанского эристава Датуны. Сыновья Датуны бежали в Кахетию. Однако Шанше, сын Датуны, отправился с жалобой к шаху в Казвин. Шах вызвал туда же царя Вахтанга из Тебриза. По просьбе Вахтанга Шанше был арестован и выдан ему. Вахтанг отправил Шаншу к своему сыну Бакару III, который заключил его в темницу.
В 1719 году иранский шах лишил Вахтанга спасаларства и отправил его в Картли, чтобы он отразил вторжения дагестанцев. Царь Вахтанг прибыл в Тбилиси и занял царский престол. Все знатные картлийские мтавары, азнауры и духовенство принесли ему присягу на верность. По приказу царя был арестован и убит мелик Сомхити, сын Камар-бега. Были схвачены и проданы в рабство Баграт Цицишвили, Пешанга Палавандишвили, Джамаспи Херхеулидзе, Папуна Ревазяшвили и Платон Вешапидзе.
Дагестанцы разоряли своими набегами не только Кахетию, но Гянджу и Ширван. Картлийский царь Вахтанг встретился в Мухрани с кахетинским царем Имамкули. Цари заключили мирный договор. Вахтанг обязался весной прислать картлийское войско в Кахетию. Вахтанг отправил войско под командованием Эрасти, сына Каплана, в Сабаратиано. Эрасти оставался в Кахетии около трех месяцев, но кахетинцы не разрешили ему участвовать в боях с горцами. Между тем Шанше бежал из темницы в свои владения. Царь Вахтанг отправил против него своих сыновей. Бакар двинулся на Ксани, а Вахушти — на Лиахви. Царевичи захватили все владения Шанше, который укрепился в Чурте. Вахтанг обратился за военной помощью к царю Имеретии. Прибыло имеретинское войско под командованием рачинского эристава Шошиты, Симона и Левана Абашидзе. Вместе с имеретинцами картлийский царь Вахтанг осадил крепость Чурту. Шанше сдался и был помилован царем. Вскоре Шанше бежал из столицы и укрепился в Чурте. В это время персидский шах отправил ширванского хана с войском на помощь царю Кахетии. Однако в Шеки на ширванского хана внезапно напали чарцы, убили хана и перебили его воинов. Шах приказал картлийскому царю Вахтангу разорить Чари. Вахтанг с большим войском двинулся в карательный поход против чарцев. Кахетинцы привели картлийского царя в Магаро. Чарцы отправили посольство к царю и признали его верховную власть.
Весной картлийский царь Вахтанг с войском прибыл в Зебекури. Эристав Шанше Ксанский прибыл с повинной в царский лагерь. Вахтанг помиловал Шаншу и вернул ему все его вотчины. Оттуда Вахтанг прибыл в Гори. Туда к нему прибыл турецкий посланец. Ещё ранее царь Вахтанг отправил своего племянника Александра с дарами в Ахалцихе, прося местного пашу помочь ему в воцарении в Имеретии. Вахтанг согласился помочь и отправил своего сына Вахушти. Зимой царь узнал о нападении горцев Дагестана, собрал войско и стал в Хунани. Оттуда Вахтанг послал войско против горцев, которые были отбиты от Гянджи. В это время в картлийском войске произошел мятеж. Азнауры посчитали, что их посылают в Кандагар, и подняли мятеж. По царскому приказу многие азнауры были схвачены, лишены владений и казнены.
В 1722 году афганская армия под командованием хана Махмуда, сына Мир-Вайса, разгромила персидскую армию в битве под Исфаханом и осадила иранскую столицу. Персидский шах обратился к картлийскому царю с просьбой о помощи. В это же время дагестанцы подошли к Гяндже. Гянджинцы обратились за помощью к картлийскому царю. 
Вахтанг отправил своего посла Баадура Туркистанишвили к русскому царю Петру (который собирался выступить в персидский поход), прося его принять Картли в подданство. Османский султан потребовал от Вахтанга подчиниться верховной власти Османской империи. На совете с мтаварами царь Вахтанг принял решение не помогать персидскому шаху и оказать помощь Гянджинскому ханству. Вахтанг с картлийским войском двинулся к Гяндже. Вождь горцев Сулхав снял осаду и вернулся в свои владения. Гянджинский хан встретил царя Вахтанга, привел его в Гянджу и преподнес большие дары, прося царя подчинить ему соседние племена. Вахтанг помог хану в подчинении непокорных племен. 
В мае царь Вахтанг с войском вернулся в Тбилиси. В августе картлийский царь Вахтанг, находившийся тогда в Коджори, получил от шаха перо, кинжал и саблю, осыпанную алмазами, и должность спаспета Адрибежана. Шах приказывал царю отвоевать у горцев Ширван. 
Император Пётр I прислал к Вахтангу своего нового посла Баадура Туркистанишвили, чтобы картлийский царь соединился с ним в Ширване. Турецкий султан прислал к царю Вахтангу своего посла, требуя от царя Картли признания вассальной зависимости от Порты. 
Вахтанг решил поддержать российского императора Петра Великого. С собранным войском Вахтанг отправился в Гянджу, где пожаловал Казахи казахскому хану. Это вызвало недовольство кахетинского царя Махмадкули-хана, который заявил Вахтангу, что шах передал Казахи ему. Кахетинский царь согласился оказать военную помощь Вахтангу в борьбе против дагестанцев. Цари договорились встретиться в Гатехили. Вахтанг освободил из темницы своего брата Иессе и пожаловал ему во владение Мухрани и должность мсаджултухуцеса. 
По подстрекательству некоторых картлийских мтаваров Махмадкули-хан отказался встречаться с Вахтангом и отступил в Сагареджо, отказавшись присылать своих воинов на помощь Вахтангу. Между тем Вахтанг с войском три месяца пробыл в Гяндже, но так и не дождался прибытия Петра Великого. 
Вахтанг вернулся в Тбилиси, куда прибыли новые послы от российского императора. Вахтанг пообещал весной прибыть в Гянджу на соединение с русской армией. 
Вскоре между Вахтангом и Махмадкули-ханом началась война из-за Казахского ханства. Махмадкули-хан направил горцев Дагестана на картлийские земли. Вахтанг отправил из Тбилиси своего сына Бакара III и брата Иессе, чтобы они разорили Сагурамо. Вскоре между Картли и Кахетией был заключен мирный договор.

### После 1722 года
В октябре 1722 года афганцы захватили Исфахан, столицу Персии. Наследный принц Тахмасп бежал из Исфахана в Тебриз. К Тахмаспу тайно прибыл Сехния Чхеидзе, сторонник кахетинского царя Махмудкули-хана (Константина). Тахмасп по совету приближенных пожаловал Картли Махмудкули-хану. На сторону Махмадкули-хана перешёл тбилисский гарнизон, состоявший из иранцев. Картлийский царь Вахтанг отослал свою жену в Гори, а сам с войском стал в Тбилиси.
Кахетинский царь Махмадкули-хан с войском вторгся в Картли и расположился у Авлабари. Царевич Теймураз тайно вступил в Мцхету, где укрепился. Вскоре кахетинцы захватили Клдисубани. Против врага встал царевич Бакар III, он с войском выступил против кахетинцев и нанёс им поражение. На помощь к Махмадкули-хану прибыли гянджинский и эриванские ханы, военную помощь прислал также имеретинский царь Георгий Абашидзе. Военные действия продолжались три месяца. Горцы вновь вторглись в Картли и появились у Телеги. Царевич Бакар III выступил против дагестанцев. К ним присоединились кахетинцы из Авлабари. Союзники подступили к Табори. Царевич Бакар III выступил против противника и нанёс ему поражение. Гянджинский хан опустошил Шулавери. Вахтанг отправил против врага своего сына Вахушти Багратиони с войском. Картлийцы истребили племена Борчалу, но хан укрылся в Агджакальской крепости. Затем Вахушти вернулся и расположился в Цопе. Жители Сомхити известили хана, что Вахушти остался без войска. Махмадкули-хан выслал кахетинцев и дагестанцев на помощь гянджинскому хану. Однако царевич Вахушти нанёс поражение кахетинцам и дагестанцам.
Царевич Бакар III разгромил крупный отряд кахетинцев, но на обратном пути натолкнулся на превосходящие силы кахетинцев, горцев и иранцев. Картлийцы были разгромлены, Бакар III отступил в Тбилиси.
Затем Вахтанг организовал поход на Мцхету, захваченную кахетинцами. Первым выступил царевич Иессе с отрядом, который разгромил кахетинцев, но не стал осаждать Мцхету и отступил. Царевич Вахушти с отрядом 600 человек ночью подошёл к Мцхете и осадил город. Горожане перешли на сторону Вахтанга и помогли Вахушти взять Мцхету. В плен были взяты кахетинские мтавары, которые были доставлены царю в Тбилиси. Вскоре царевич Бакар ночью отнял у кахетинцев Табори. Кахетинский царь Махмадкули-хан с войском двинулся из Сейдабада и отправил горцев Дагестана на Табори. Горцы захватили Табори и выступили против царевича Бакара. В битве при Мтквари картлийцы разгромили вражеское войско. Махмадкули-хан прибыл в Марткопи, а оттуда в Кисики, чтобы собрать дагестанское войско. Царь Вахтанг из Сейдбада отправил царевича Вахушти на Марткопи, который был разорен. В это время в Карсе находился эрзурумский паша с турецкой армией, который собирался захватить Армению и Азербайджан. Паша отправил посла к картлийскому царю, прося у него помощи в войне против Персии. Однако Вахтанг отказался помогать туркам и стал ждать прибытия российского императора. Знатные кахетинские мтавары прибыли в Седабад и присоединились к царю Вахтангу.
Между тем кахетинский царь Махмадкули-хан (Константин) с дагестанским войском выступил из Кисики на Тбилиси. Вахтанг вместе с сыном Бакаром бежали. Вахтанг отправился в Мцхету, а царевич Бакар уехал в Душети, чтобы собрать войска для продолжения войны. В 1723 году кахетинский царь Махмадкули-хан захватил Тбилиси, столицу Картли. Горцы Дагестана и иранцы разорили город, перебив и захватив в плен многих жителей. Царевич Бакар соединился с отцом и вместе они отправились в Гори. Кахетинский царь Константин, заняв Тбилиси, потребовал, чтобы все знатные картлийские мтавары прибыли к нему на поклон. Но прибыли только Георгий Эристави, Шанше Ксанский и некоторые другие. Верхнее Картли сохранило верность своему законному царю Вахтангу. Тогда Махмадкули-хан отправил против мятежников войска под командованием своего брата Теймураза. Вахтанг отправил жену в Имеретию, а сам расположился в Кцхинвали, откуда обратился за помощью к русскому царю.
Между тем в Картли вторгся турецкий сераскир Ибрагим-паша с армией. Ибрагим-паша предложил Вахтангу прислать к нему своего родственника в заложники, а взамен обещал изгнать Махмадкули-хана и посадить Вахтанга на царство в Картли. Вахтанг отправил к сераскиру своего брата Иессе. Затем царевич Бакар встретил турок в Шанбиани. В это время царевич Теймураз II с кахетинцами и горцами Дагестана прибыл в Чала. На помощь к царю Вахтангу прибыл Симон Абашидзе с имеретинским войском. Собрав большие силы, царь Вахтанг собрался выступить на Теймураза. Тот, узнав о прибытии турецкого войска, отступил в Тбилиси.
В июне турки-османы расположились лагерем в Куркута. Махмадкули-хан вышел из Тбилиси и вручил сераскиру ключи от столицы, рассчитывая на то, что турецкий командующий сохранит за ним Картли. Сераскир занял Тбилиси и ввёл туда турецкий гарнизон. На другой день по просьбе царевича Бакара турки схватили Махмадкули-хана и заключили его под арест. Персы, проживавшие в крепости, были ограблены и изгнаны. Турецкий сераскир передал Тбилиси и Картли царевичу Бакару. Вахтанг вынужден был прислать турецкому сераскиру большие дары, много золота, серебра и украшений.
После ухода турецкого войска царевич Бакар освободил Махмадкули-хана, который вернулся в Кахетию. По приказу отца и сераскира царевич Бакар схватил Георгия Эристави с сыном и сахлтухуцесом Теймуразом. Турки-османы разорили Душети. Картлийский царь Вахтанг вынужден был встретиться с кехой. Царь находился в Оками, а турки стояли в Шиосубани. В Оками прибыл кеха и встретился с царем. Турки обещали сохранить за царем Вахтангом царство в Картли. Отар, сын Георгия Эристави, враждовавший с царем Вахтангом, прибыл к кехе и дал ему взятку. По уговору Отара Эристави кеха отправился в Тбилиси. Затем Отар Эристави явился в лагерь к царю Вахтангу и поклялся к нему в верности. Вахтанг пожаловал Отару эриставство и отцовские вотчины.
Вскоре горцы разорили Гремисхеви. Царь Вахтанг бросился в погоню за ними и нанёс им поражение. Царевич Бакар оставил турок и уехал из Тбилиси. Он встретился со своим отцом Вахтангом в Али. После в Мцхете Вахтанг на встрече с кахетинским царем Махмадкули-ханом договорился «об единстве и любви». Царевич Бакар отправил своего дядю Иессе к туркам в Тбилиси, где последний принял ислам. Турецкий командующий отправил Иессе с войском против его племянника Бакара, стоявшего в Гористави. Тот, не имея воинов, ушёл в Атени. Турки захватили Сабаратиано.
Весной царевич Бакар отправил своё войско против турецких оккупантов. Картлийцы разгромили турок в Триалети и у Фока истребили пятьсот всадников, следовавших в Тбилиси. В ответ сераскир отправил вторично против Бакара войско под командованием ахалцихского паши Исак-паши. С турками находился царевич Иессе. Бакар не смог сопротивляться и отступил в горы. Турки подошли к Гори и захватили город а на обратном пути разорили владения Амилахора и Мухрани. Затем под руководством царевича Иессе турки пришли к Кцхинвали, разорив город и пленив местных жителей.
В 1724 году в Картли из России прибыли посланцы Давид Назарашвили и Франгистан, которые от имени Петра Великого пригласили царя Вахтанга приехать в Россию. Вахтанг вместе с семьей выехал в Рача, его сопровождали многие картлийцы и кахетинцы (около 1400 человек). Из Рача Вахтанг приехал в Дигори, где царя ожидал его зять, черкесский князь, который сопровождал его в Черкессию. 28 августа царь Вахтанг прибыл в Солахскую крепость, где был встречен русскими войсками.
После отъезда царя Вахтанга в Россию картлийские мтавары призвали к себе на царство кахетинского царя Махмадкули-хана (Константина). Тот прибыл в Картли с войском, состоящим из кахетинцев, тушей, пшавов и хевсуров, и расположился в Тедоцминда. Турки, взяв с собой царевича Иессе, выступили против Махмадкули-хана. В битве у Гупта объединённые грузинские отряды атаковали турок и заставили их бежать.
Однако вскоре прибыл Иессе, повернул турок и вторично атаковал Махмадкули-хана, который был разгромлен и захвачен в плен. Турецкие отряды оккупировали всё Картли. Царство перешло под власть Османской империи, фактически управлять им стал ахалцихский паша Исак-паша, сидевший в Тбилиси. Иессе только формально считался царем. Турки переписали всё население Картли и ввели ежегодную подать.

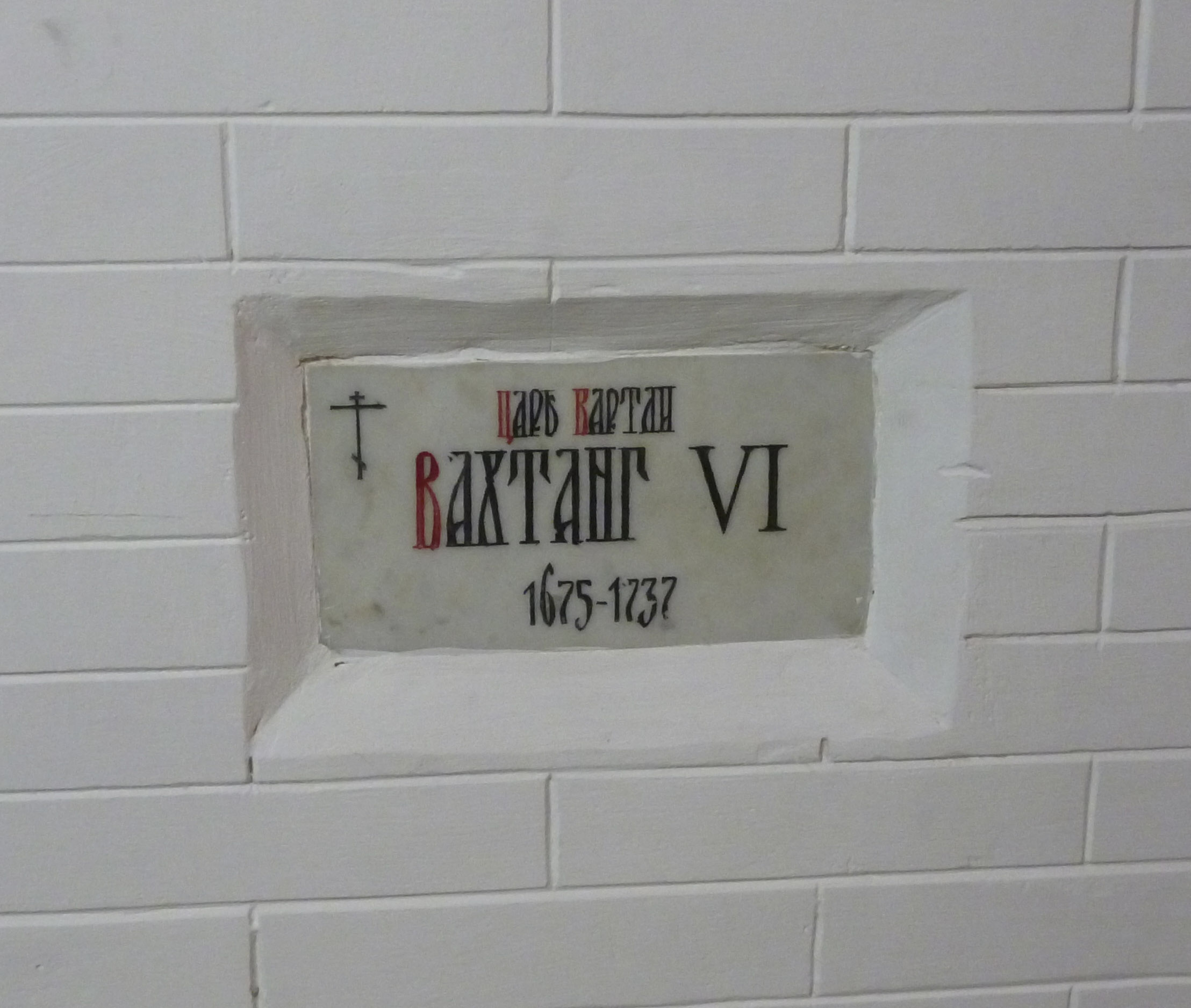
Могила Вахтанга VI в подклете Успенского собора Астрахани

Лишённый престола, Вахтанг VI искал убежища то в Персии, то в Турции, то в России, куда он переселился в 1724 году после участия в персидском походе Петра Великого. 
В 1726 году Вахтанг специальным рескриптом Екатерины I был послан с дипломатической миссией в Персию. Он встретился с шахом Тахмаспом и получил от него подтверждение о принятии им условий Константинопольского договора 1724 года.
В 1728 году Вахтангу на его ходатайство помочь Грузии Высочайше повелено было отправиться на Кавказ. По пути он заехал в Астрахань, где заболел и умер (1737 год).
Вахтанг VI погребён в Успенском соборе Астраханского Кремля.

## Семья
В 1696 году женился в Имеретии на черкесской принцессе Русудан (ум. 30.12.1740). Дети:
- Бакар III (1699—1750), царь Картли (1716—1719)
- Георгий (1712—1786)
- Тамара (1697—1746), жена с 1712 года Теймураза II, царя Картли и Кахетии
- Анна (Аника) (1698—1746), жена с 1712 года князя Вахушти Абашидзе.

Также имел двух внебрачных сыновей: царевича Вахушти и царевича Паату.

## Галерея

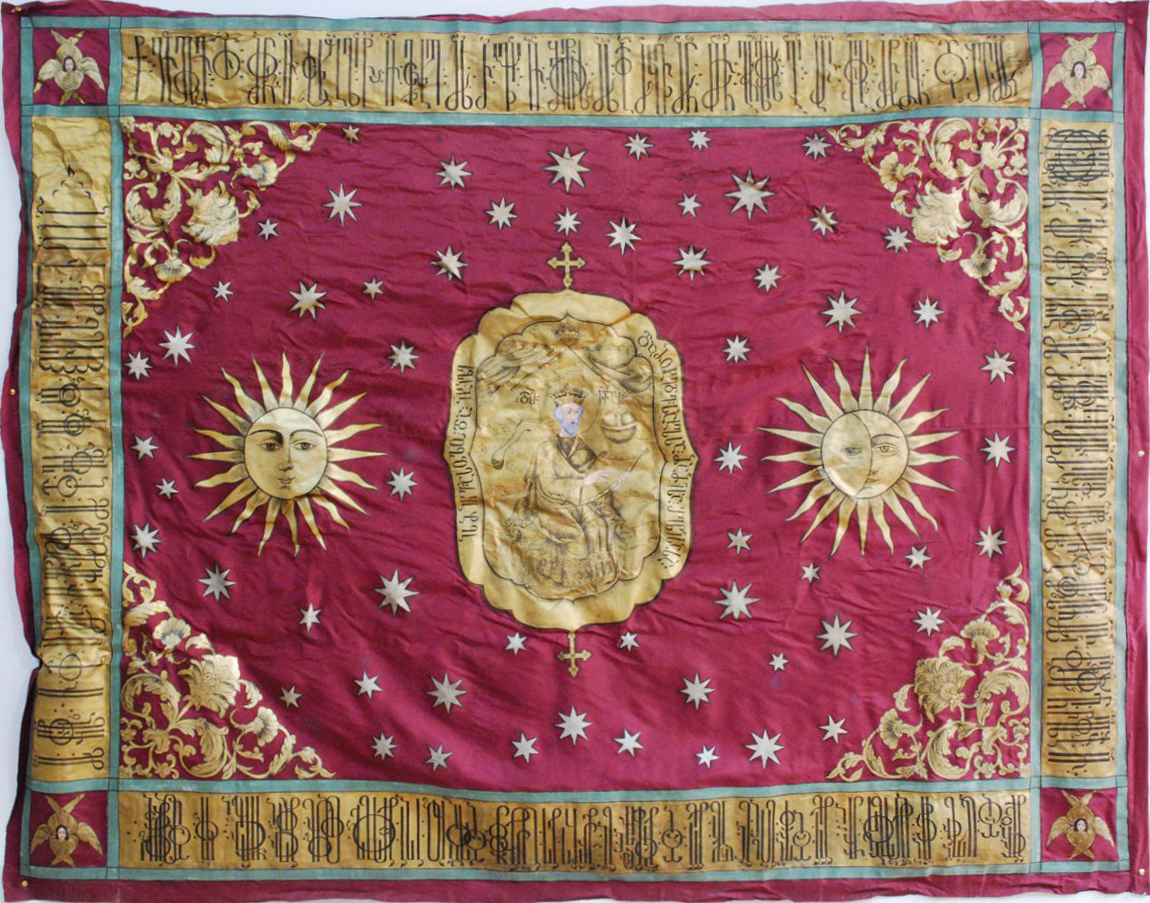
Штандарт Вахтанга VI
Герб Вахтанга VI